# Philippe Foriel-Destezet
Philippe Foriel-Destezet (12. September 1958 in Lyon – 27. Juni 2021 in Créteil) war ein französischer Unternehmer.
Er war ein französischer Geschäftsmann und Milliardär. Es besaß 5,5 % des Schweizer Personaldienstleisters Adecco sowie eine bedeutende Beteiligung an AKILA Finances.

## Leben
1958 schloss er sein Studium an der HEC Paris ab.
Er gründete 1964 die Arbeitsagentur Ecco. Zusammen mit Klaus Jacobs half er 1996 beim Abschluss der Fusion von Ecco mit Adia Intérim zur Gründung von Adecco. Er war Mitglied der Verwaltungsräte von Adecco, AKILA Finance SA und Securitas.
Er verließ die Co-Präsidentschaft von Adecco im Jahr 2005 und wurde 2006 deren Ehrenpräsident.
2016 wurde er im Fall Panama Papers zitiert. Seit 1994 ist er im eigenen Namen oder über Akila, seine luxemburgische Holdinggesellschaft, Anteilseigner mehrerer Unternehmen auf den Britischen Jungferninseln und in Panama. Es handelt sich um einen der fünf genannten großen französischen Vermögenswerte, die der Zeitung Le Monde nicht die Gründe für ihre Offshore-Ansiedlung in diesen Steueroasen erläutern wollten.
Im Jahr 2018 wurde sein Vermögen auf 2 Milliarden Euro geschätzt, was ihn laut Forbes-Magazin zur 23. reichsten Person in Frankreich macht.
Im Jahr 2020 betrug sein bekanntes berufliches Vermögen 460 Millionen Euro, womit er laut Challenges dank seiner 4,8-prozentigen Beteiligung an Adecco auf Platz 185 des französischen Vermögens lag. Forbes schrieb ihm per Ende September 2020 2,8 Milliarden US-Dollar zu.
Foriel-Destezet war verheiratet, hatte vier Kinder und lebte in London.